# Andrei Prokofiev
Andrei Vassilyevich Prokofiev (russo:Андрей Васильевич Прокофьев; Lesnoy, 6 de junho de 1959 – Ekaterinburgo, 19 de junho de 1989) é um ex-velocista e campeão olímpico soviético.
Um dos melhores barreiristas soviéticos dos anos 80, Prokofiev sempre foi chamado a reforçar a equipe russa nos revezamentos e ganhou várias medalhas nesta modalidade. Surgiu no atletismo internacional quando foi campeão dos 110 m c/ barreiras na Universíade de 1979, medalha de  ouro que repetiria na Universíade de 1983. Foi campeão olímpico em Moscou 1980 integrando o revezamento 4x100 m soviético com Vladimir Muravyov, Nikolai Sidorov e Aleksandr Aksinin. Em 1982 foi campeão europeu na mesma prova e 4º lugar nos 110 m c/ barreiras; no Mundial de Helsinque 1983 foi medalha de bronze também nos 4x100 m, com Muravyov, Sidorov e Viktor Bryzgin.
A partir daí sua carreira foi sempre prejudicada por lesões e ele a encerrou em 1986. Foi quatro vezes campeão nacional soviético dos 110 m c/ barreiras entre 1978 e 1986 e campeão dos 100 m rasos em 1982. Após abandonar as competições trabalhou como técnico de atletismo na Rússia e na Alemanha Oriental, mas passou a sofrer de depressão crônica o que o levou ao alcoolismo. Em junho de 1989, suicidou-se pouco após fazer 30 anos, enforcando-se.